# Arnis
Arnis (također poznat kao Eskrima ili Kali) je zajednički termin za različite borilačke stilove na Filipinima, kojih ima preko stotinu. Zajednička im je osobina da koriste jedan ili dva štapa. No, to je samo površno gledanje. Arnis je vještina borenja štapom - rattanom (ili štapovima), oštrim oružjem (mač, nož), te bez oružja na svim distancama.
Borba oružjem uključuje 3 metode: espada y daga (mač i nož – dakle duga i kratka oštrica), solo baston (jedan štap) i sinawali (2 štapa jednake dužine).
Tehnike bez oružja se sastoje od udaraca rukama i nogama, poluga i bacanja. No prvo se uči borba štapom, a tek potom nožem i golim rukama, što je jedna od karakteristika koja Arnis razlikuje od drugih borilačkih vještina. Naime, tehnike golim rukama su izvedene iz tehnika borenja nožem i štapom.

## Povijest Arnisa
U ranoj povijesti Arnis je bio poznat kao Kali, što je stari malayski naziv za oštro oružje nešto duže od noža. Povjesničari vjeruju da je Arnis (Kali) tehnički proizašao iz indonezijskog mačevanja tjakalele (cha ka lele) čije su tehnike vrlo slične onima iz Kalija. Danas se koriste 3 naziva koja označavju istu vještinu: Arnis se koristi na sjeveru (sjeverni Luzon), Eskrima u središnjem dijelu Filipina (Manila) i Kali na jugu (Mindanao).
Da bismo bolje razumjeli prirodu jedinstvenih filipinskih borilačkih vještina, moramo se vratiti u prošlost i spomenuti korijene kulturno i rasno raznolikog filipinskog društva. Filipinski otoci imaju površinu od 115 707 četvornih milja. Sadrže više od 7 000 otoka, od kojih samo 154 ima površinu veću od 5 četvornih milja. Većina populacije, oko 70 milijuna ljudi, koncentrina je na 11 otoka koji su veći od 1 000 četvornih milja: Luzon, Mindanao, Samar, Negros, Palawan, Panay Mindoro, Leyte, Cebu, Bohol i Masabate, a kao tri glavna područja se spominju: Luzon, Visayanski otoci i Mindanao.
Povjesničari i antropolozi su došli do saznanja da je tijekom prapovijesnih vremena došlo do seobe ljudi s Azijskog kontinenta na filipinsko otočje. Ti ljudi došli su s područja Indonezije, Srednje Azije, Kine, a možda čak i iz udaljenih krajeva kao što su Indija, Egipat i Perzija. Uz luk i strijelu, ove raznovrsne skupine ljudi izvrsno su se borile dugim nožem (koji je do sada poprimio mnogo različitih oblika), bodežima, mačevima i kopljima.
U 5. st. jedno od najranijih azijskih carstava, Sri-Vishayansko Carstvo (slavno Hindu–Malajsko carstvo sa Sumatre), osvojilo je i koloniziralo mnoge zemlje, uključujući Filipine. Utjecaj tog Carstva na Filipine bio je vrlo opsežan. Osim što su bili izvrsni borci, pomorci i farmeri, uveli su i nove zakone, pisanu abecedu, novu religiju, kalendar, itd. Ovim stapanjem kultura stvoren je Vishayanski narod centralnih Filipina.
U 12. st. na Javi je formirano Majapitsko carstvo, koje je preuzelo Sri-Vishajansko carstvo. Oni su zaslužni za širenje Islama na Filipine. Većinom su zaposjeli južni dio Filipina (Mindano) i postali su poznati kao Moro (muslimanski) Filipinci. Bili su iznimno nezvisni i ponosni, te postoje još i danas kao zasebna kulturna zajednica.
Kada su Španjolci osvajali Filipine, starosjedioci su pružili žilav otpor pri kojem je u bitci kod Macatana, 27.4.1521. godine ubijen poznati moreplovac Magellan. Prema legendi, ubio ga je poglavica Lapu Lapu, vrstan majstor Kalia. Naravno, kasnije su se Španjolci vratili s vatrenim oružjem i topovima i sasvim osvojili Filipine.

### Tri naziva iste vještine
Kali je, kao već sasvim razvijena vještina, impresionirala Španjolce. Namećući svoj jezik, Španjolci su je nazvali ESGRIMA, no filipinski jezik umjesto glasa G koristi glas K pa je to na filipinskom zvučalo ESKRIMA i tako ostalo do danas.
Kako je Kali postao Arnis? Vrlo brzo je Kali stavljen izvan zakona i zabranjeno je njegovo podučavanje i prakticiranje. Na taj način Španjolci su htjeli obeshrabriti porobljene Filipince i spriječiti pobunu. No postigli su samo to da se Kali prakticirala i podučavala u tajnosti. Jedan od načina čuvanja, vježbanja i prenošenja vještine je bio i ples moro-moro. U njemu su španjolski vojnici bili obučeni u odjeću nazvanu ARNES. Povezujući odjeću i ples s vještinom koja se u plesu skrivala, Filipinci su umjesto imena Kali (zabranjenog) ili ESGRIMA (nametnutog od Španjolaca) svoju vještinu nazvali ARNIS.
Danas se često koristi izraz Filipinske borilačke vještine kao naziv koje objedinjuje sve tri imena.

## Stilovi Arnisa
Neki od najpoznatijih stilova Arnisa su:
- Doce Pares
- Balintawak
- Arnis de Abanico
- Arnis Lanada
- Eskrido
- Arnis Presas Style
- Inosanto Kali
- Dog Brothers Martial Art
- Babao Arnis
- Super Kuwentada
- Vee Arnis Jitsu
- Yaming Arnis

### Doce Pares
Sve je započelo početkom 19. stoljeća u gradu Cebuu, središnjoj i najvažnijoj luci Visayan otočja na Filipinima. U to vrijeme su tamo postojala 3 tradicionalna kali/escrima/arnis obiteljska klana: Illustrissimo, Romo i Saavedra. Illustrissimo stil živi i danas, Romo stil je djelomično prešao u Illustrissimo a Saavedra i njihov stil čini se da su nestali, barem nema poznatog nasljednika ovog stila danas.
Početkom 20. stoljeća, točnije 1917. godine klan Canete se preselio u Cebu i donio svoj obiteljski stil. U vrijeme dolaska klana Caneta vodeći borac i učitelj Saavedra stila bio je Lorenzo «Pidring» Saavedra koji je 1920. godine osnovao legendarni Labangon mačevalački klub. U njemu su se našli ljudi iz 6 različitih stilova, između ostalih i iz klana Canet. Najbolji učenici Lorenza Saavedre su bili njegovi nećaci Timodoro «Doring» Saavedra i Frederico Saavedra. No s njima je u istoj klasi bio još jedan učenik, Venancio «Anciong» Bacon, kasnije osnivač Balintawak stila. Budući da se ne zna puno o učiteljima Venancia Bacona, vjerojatno je on najveći dio poduke primio upravo od Lorenza Saavedre. Također je poznato da su Timodoro Saavedra i Bacon su bili dobri prijatelji i najvjerojatnije izmjenjivali iskustva.
Tijekom vremena došlo je do rivalstva u Labangon mačevalačkom klubu, tako da je morao biti uveden novi raspored treninga kako bi se članove različitih grupa držalo podalje jedne od drugih. Zbog tih sukoba Canete su 1. siječnja 1932. godine osnovali vlastitu organizaciju – Doce Pares escrima. No nekoliko osnivača Doce Pares-a potječe i iz obitelji Saavedra. Npr. veliki učitelj Lorenzo Saavedra je u ranim danima preuzimao na sebe sve izazove za Doce Pares a kasnije je to činio Timodoro Saavedra.
Ostatak Labangon kluba se većinom izgubio. Puno se članova htjelo priključiti Doce Paresu, ali većina nije primljena iz različitih razloga: neki se nisu tehnički uklapali u novu metodu (standardizaciju stila), drugi su odbijeni zbog osobnih svađa a neki nisu primljeni zbog svoje «mračne prošlosti».

### Balintawak
Od tada je Venancio Bacon krenuo svojim putem. Savladavši tehniku svog učitelja Lorenza Saavedre, nije se htio tehnički ograničavati pa je osnovao svoju vlastitu školu koju nije on osobno nazvao Balintawak. Naime, njegova je škola bila smještena u Balintawak ulici u gradu Cebuu. Budući da škola u početku nije ni imala neko ime, polaznici su jednostavno bili poznati kao borci iz Balintawak ulice. Ubrzo je ime ulice postalo i ime stila. Nije naodmet spomenuti da je ulica dobila ime po poznatoj bitci iz vremena poglavice Lapu-Lapu u kojoj je poginuo moreplovac Magellan.
Usprkos postojećoj antipatiji Baconove škole, u kojoj su se našli i neki koji su bili odbijeni od Doce Paresa i Canete klana ipak nije nikada došlo do službene borbe između tih škola jer bi se tada Bacon, kao vodeći predstavnik Balintawak stila morao boriti protiv svog starog prijatelja Timodora Saavedre.
Timodoro Saavedra je ubijen za vrijeme 2. svjetskog rata. Prema nekoj priči, njegov ugled je bio toliki da od otprilike 12 japanskih vojnika koji su ga okružili, nitko nije imao hrabrosti boriti se protiv njega jedan na jedan (što je stajalo života nekolicinu Japanaca prije toga), već su ga ustrijelili s leđa.
Nakon 2. svjetskog rata slava Venancia «Anciong» Bacona stalno je rasla. Njegovi učenici su bili poznati kao čvrsti borci koji su mogli podnijeti puno udaraca i bola ali zadati još i više. Taj ugled traje i danas.
Ugledu Balintawaka mnogo su doprinijeli i učenici Venancia Bacona. Od nekoliko izvrsnih ljudi koje je podučavao Bacon potrebno je spomenuti Timotea Marangu, Jose Villasina, Teofila Veleza i Arnulfa Mongcala. Osim što su učili od Bacona, ti su se učenici i međusobno podučavali. No između 50.ih i 70.ih godina mnogo je ljudi naučilo Balintawak. Većinu od njih su najveći dio vremena, a neke i cijelo vrijeme podučavali Baconovi napredni učenici, a vrlo malo sam Bacon. Danas gotovo svi ti ljudi tvrde da ih je podučavao Bacon osobno dok vrlo mali broj priznaje da su zapravo učenici Marange, Villasina ili Mongcala. To se može objasniti time što je Bacon već u to vrijeme uživao veliku reputaciju pa se svatko želio prikazati njegovim učenikom iako se zna da Bacon nije imao više od 10 osobnih učenika.
Dakle, poslije 2. svjetskog rata Balintawak stil je doživio svoj procvat. Bacon je tada svojoj metodi Escrime, koju su drugi nazivali Balintawak, odlučio dati ime Kuwentada, no ime Balintawak je ipak ostalo u upotrebi jer su se ljudi do tada već navikli na njega. Već kao legendarnog majstora Bacona je 1970 -ih godina napao neki borac i on ga je u duelu ubio (s obzirom na to da je Bacon sudjelovao u više od 100 duela, sigurno ne kao prvog). Međutim, stara vremena u kojima su takvi dvoboji bili uobičajeni su prošla i Bacon je morao pred sud. Optužen je za ubojstvo jer je sud bio mišljenja da je iskusan i vješt escrimador kao Bacon mogao pobijediti i bez da ubije protivnika. Tako je Bacon kao starac dospio u zatvor gdje bi vjerojatno i umro da o njegovom utamničenju nije čuo jedan policijski pukovnik čiji je sin učio Balintawak od Teofila Veleza. Taj pukovnik je uspio dovesti u vezu svog sina i Bacona još dok je ovaj bio u zatvoru i na mnogo načina je pomogao Baconu. Iz zahvalnosti na pomoći, Bacon je odlučio podučavati njegovog sina Bobbyja Tapiminu, koji mu postao posljednji učenik. Svjestan da mu nije ostalo više od par godina života, Bacon je pojednostavio svoj originalni stil kako bi se mogao naučiti u kraćem vremenskom periodu, ali da ipak ostane nadmoćan onima koji su neko kraće vrijeme učili od samog Bacona ili nisu bili njegovi osobni učenici. Pri tome nikako nije htio ugroziti svoje stare učenike za koje je mislio da su dostigli vrlo visok nivo vještine. Prije svoje smrti, krajem 70-ih, Bacon je uspio završiti svoj novi sustav i predati ga Bobbyju Tapimini.
Način na koji je Bacon podučavao svoje učenike bi se mogao nazvati brutalnim i teškim. Preferirao je podučavati napredne studente sparing mečevima. Ova metoda poučavanja kombinirana s tehničkom raznolikošću sustava dovela je do velikog stupnja reaktivnog prilagođavnja na razne napade. Čak i ako je napadnut nepoznatom tehnikom, učenik bi brzo reagirao,  ne baš uvijek s idealnom tehnikom ali ipak adekvatnom. Boriti se s njim bilo je jednako bolno kao i poučno. Završiti poduku s nekoliko modrica je bilo uobičajeno. Bacon je samo neznatno zaustavljao udarce tako da nije bilo zabune je li do udarca došlo ili nije. Što se tiče udaraca u glavu imao je posebnu naviku. Budući da nije htio svoje učenike jednakom silinom udarati u glavu kao u tijelo, lagano bi vrhom štapa udario vrh njihovog nosa ili uha tako da su nakon treninga mnogi imali crne i plave noseve i uši. No tako je Bacon u isto vrijeme mogao uvježbavati i vlastitu preciznost i brzinu udaranja. Za sebe je rekao da poznaje 36 različitih protuudaraca za svaki mogući napad no od tih 36, 12 ih je s njim otišlo u grob. Preneseno ih je samo 24 i to je osnovni razlog tehničke raznovrsnosti Balintawaka. No Balintawak se općenito poznaje po raznolikosti tehnika, racionalnom pristupu, velikoj toleranciji na bol, zapanjujućoj brzini te inzistiranju na bliskoj borbi. Ipak sve navedeno može se podvesti pod jedno generalno načelo koje dominira Balintawakom, a to je prije svega učinkovitost.
Baconovi najbolji studenti nisu samo čuvali ono što su naučili već su to i dalje razvijali i činili ga učinkovitijim prilagođavajući ga razvoju drugih stilova borilačkih vještina. To je najbolje objasnio Baconov student Timoteo Maranga: »Kao za bilo koje ratno oružje moramo stalno tražiti poboljšanje primjene i učinkovitosti. Stoga moramo rafinirati, modificirati i poboljšavati našu vještinu.» To je razlog zašto Balintawak kakvog ga je podučavao Bacon više ne postoji.
Spomenut ćemo za primjer još jednog od Baconovih najboljih učenika, Arnulfa Mongcala. On je stvorio svoj vlastiti stil Balintawaka koji se uglavnom koncentrira na borbu s bliskog odstojanja. Budući da je među njegovim učenicima bilo dosta Kineza, došao je u kontakt s raznim Gongfu tehnikama, a od svog oca je naučio tehnike Dumonga (filipinsko hrvanje) što je sve ukomponirao u metodu borbe golih ruku i borbe štapom. Osim toga je bio upoznat i s metodom Doce Pares jer mu je žena bila rođakinja Canetovih. Njegov ekstremno racionalni i beskompromisni način borbe, naročito u bliskom odstojanju donio mu je strahopoštovanje među znalcima iako nikad nije postao poznat na međunarodnom nivou. Priča se kako je nekima koji su namjeravali izazvati stil Balintawak savjetovano da se radije potuku s Baconom nego s njegovim učenikom Mongcalom. Naime, obje su opcije bile ravne samoubojstvu, no borba protiv Bacona bar je garantirala brz i manje bolan kraj.
Danas se originalni Balintawak/Kuwentada kakvog je podučavao Venancio «Anciong» Bacon više ne podučava. Njegovi su učenici dalje razvijali svoje stilove na bazi principa koje je Bacon doslovno «utisnuo» u njih. Stoga se može reći da je Balintawak ipak preživio jer sam Bacon nikad nije prestao i dalje razrađivati svoje metode, što su njegovi učenici zapravo nastavili.

## Vanjske poveznice
- The FMA-Eskrima-Kali FAQ  Arhivirana inačica izvorne stranice od 16. ožujka 2010. (Wayback Machine)
- Pregled i razlike u Filipinskim borilačkim vještinama  Arhivirana inačica izvorne stranice od 5. lipnja 2010. (Wayback Machine)